# Ofensiva no leste da República Democrática do Congo em 2009
A ofensiva no Congo Oriental em 2009 foi uma ofensiva militar conjunta da República Democrática do Congo e do Ruanda contra o grupo rebelde hutu Forças Democráticas pela Libertação de Ruanda (FDLR), descendente dos grupos que executaram o genocídio de Ruanda em 1994. A operação militar foi chamada de 'Umoja Wetu', termo em suaíli para "Nossa Unidade". Após a conclusão dessa ofensiva, uma segunda operação militar conduzida pelo governo da República Democrática do Congo com o apoio direto das tropas de manutenção da paz das Nações Unidas (a MONUC), seria lançada em março como Operação Kimia II.

## Cronologia
Ruanda e a República Democrática do Congo fizeram um acordo para erradicar os elementos das FDLR do leste do Congo.  Em 20 de janeiro de 2009, 1.000 soldados ruandeses cruzaram a fronteira para o leste do Congo, perto de Goma, e estavam trabalhando, segundo oficiais das Nações Unidas, como assessores das tropas congolesas.
Em 23 de janeiro de 2009, alguns rebeldes começaram a se render às tropas ruandesas e congolesas. 
Os primeiros relatos de combates ocorreram em 24 de janeiro de 2009, quando o exército congolês informou que matou nove milicianos das FDLR. Em resposta, os rebeldes alegaram que não perderam nenhum homem e que foi o próprio exército congolês que sofreu baixas com nove soldados mortos e um ferido em um confronto com um grupo de milicianos Mai-Mai.  Nessa época, as FDLR estavam em retirada do sul para a província de Quivu do Norte e o número de soldados ruandeses na região chegava a 5.000.
Em 26 de janeiro de 2009, os rebeldes tentaram retomar o vilarejo de Kasinga, mas foram repelidos por soldados congoleses e ruandeses nos combates que mataram quatro milicianos.
Em 18 de fevereiro de 2009, ataques aéreos mataram 40 rebeldes, 5 quilômetros a oeste de Goma. 
As forças ruandesas se retiraram em 27 de fevereiro de 2009. 